# Ротуманский язык
Ротуманский язык — язык австронезийской семьи, распространённый среди аборигенов островов Ротума, входящих в состав Фиджи с 1881 г. Ротуманский язык отличается большим количеством заимствований из самоанского и тонганского языков как итог значительных культурных контактов. Эндрю Поли (en:Andrew Pawley) установил, что язык относится к западно-фиджийской подветви.
На 2002 было 7500 носителей этого языка. В отличие от соседних языков, порядок слов в ротуманском — «подлежащее—сказуемое—дополнение».

## Пример текста
Ниже приводится текст молитвы Отче наш, опубликованный в 1975 г. в составе перевода Библии.
'Otomis Ö'faat täe 'e lạgi,
'Ou asa la äf'äk la ma'ma',
'Ou pureaga la leum, 'ou rere la sok,
fak ma 'e lạgi, la tape'ma 'e rä te'.
'Äe la naam se 'ạmisa, 'e terạnit e 'i,
ta 'etemis tela'a la taumar,
Ma 'äe la fạu'ạkia te' ne 'otomis sara,
la fak ma ne 'ạmis tape'ma re vạhia se iris ne sar 'e 'ạmisag.
Ma 'äe se hoa' 'ạmis se faksara; 'äe la sại'ạkia 'ạmis 'e raksa'a.
Ko pureaga, ma ne'ne'i, ma kolori, mou ma ke se 'äeag, se av se 'es gataag ne tore. 'Emen